# Achterhoek
Achterhoek neboli Achterhook je oblast („streek“) v Nizozemsku. Nachází se na východě Gelderlandu mezi řekou IJssel a německou hranicí. Má rozlohu okolo 1500 km² a okolo 390 000 obyvatel, největším městem je Doetinchem. Název Achterhoek (doslova „zadní kout“) dal regionu kvůli jeho odlehlosti v 17. století básník Willem Sluyter; bývá také nazýván De Graafschap (Hrabství), protože dříve náležel k hrabství Zutphen.
Krajina je rovinatá, s četnými močály, lesy a loukami (bocage). Achterhoek je převážně zemědělským regionem, kde se chová dobytek a pěstují brambory a řepa, lokálními produkty jsou pivo Grolsch a hořčice z Doesburgu, Neede je proslulé festivalem marmelád, rozvíjí se také vinařství. Původní strojírenský a textilní průmysl je vzhledem k mezinárodní konkurenci v útlumu, významným zaměstnavatelem je technologická firma Nedap. Turisté vyhledávají Achterhoek kvůli relativně zachované krajině, množství starodávných zámků, udržovaným folklórním tradicím nebo umělému jezeru Hilgelo využívanému k vodním sportům. Město Winterswijk je známé díky muzeu v domě, kde prožil dětství malíř Piet Mondrian. Obyvatelé hovoří dolnosaským nářečím Achterhoeks, vyznávají protestantismus a katolictví.